# France antarctique
Ne doit pas être confondu avec Terres australes et antarctiques françaises.
 (juin 2008).

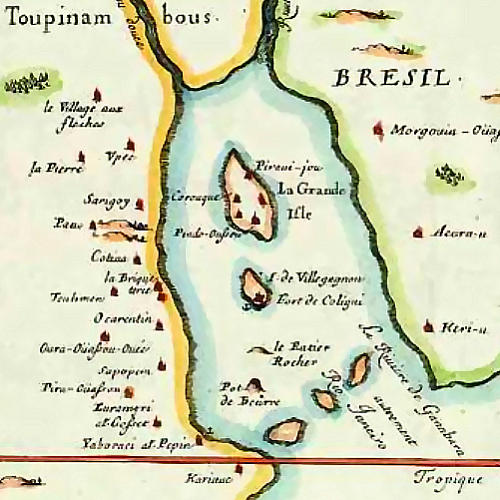
Carte française de la baie de Guanabara dressée vers 1555.
Riche en détails, elle montre la confirmation topographique initiale du mont du Pain de Sucre, dénommé initialement « Pot de beurre ». Avec les monts Morro Cara de Cão (butte de la tête de chien) et Urca, formait l'île de la Trinidade, qui aujourd'hui fait partie du continent, en conséquence de l'obstruction du chenal par des sédiments et du remblaiement réalisé à la fin du XVIIe siècle. Les localités sont portées sur la carte en français et en langue locale.

La France antarctique est une éphémère colonie française qui occupa la baie de Guanabara, à Rio de Janeiro, au Brésil, de 1555 à 1560.

## Précédents
Le 6 janvier 1504, le navigateur Binot Paulmier de Gonneville qui s'est lié avec des marins portugais accoste probablement sans le vouloir au Brésil, sur la côte de l'île de São Francisco do Sul au débouché de la baie de Babitonga, ou à l'embouchure du rio Francisco de Sul, où il passe six mois en radoub. Le 3 juillet, il repart pour la France avec Essomeric, ou Essemeric, le fils du chef de la tribu des Carijós. À sa suite, différents commerçants, notamment normands, s'y installent à titre privé et se font aider de l'équivalent des truchements, marins abandonnés au sein des tribus pour servir d’interprètes et organiser la coupe du bois entre deux voyages.
Le roi François Ier n'acceptant pas le traité de Tordesillas qui faisait tomber le Brésil sous souveraineté portugaise, il décida de s’implanter au Brésil et y envoya la première expédition officielle : le navigateur Verrazano y mena plusieurs expéditions à partir de 1523. Durant l'été 1554, le commandeur de l'ordre de Saint-Jean de Jérusalem Nicolas Durand de Villegagnon visita secrètement la région du Cabo Frio, sur la côte brésilienne, où ses compatriotes protestants avaient pris l'habitude de se réfugier. Là-bas, il obtint d'utiles renseignements auprès des Indiens Tamoios, s'informant des habitudes des Portugais sur ce littoral, et récoltant les données nécessaires à une future expédition en vue de fonder un établissement colonial. Le site choisi se situait à environ deux cents kilomètres à l'ouest : la baie de Guanabara.
Le projet était de transformer cette zone en une puissante base militaire et navale, depuis laquelle la Couronne française pourrait tenter de contrôler le commerce avec les Indes occidentales. Bien qu’il n'ait pas eu l'occasion de visiter cette zone, il était bien documenté à son sujet, il savait que les Portugais craignaient les Indiens Tupinambas, qui y étaient installés. À cette occasion, Villegagnon établit de bonnes relations avec les deux peuples présents (Tamoios et Tupinambas), recueillant des informations importantes et emportant de nombreuses marchandises qu'il vend à son retour en France.
De retour à la Cour, après quatre heures de discussion, il convainc Diane de Poitiers des avantages de disposer d'une colonie permanente sur la côte du Brésil.
À la fin de 1554, le souverain français Henri II remit au vice-amiral de Villegagnon 10 000 livres tournois pour « certaine entreprise que ne voullons estre cy aultrement speciffiée ne declairée » et ordonna la préparation de cette expédition secrète à son principal ministre, Gaspard de Coligny (qui était encore catholique à cette époque). Le commandement en fut confié à Villegagnon. Bien que la dotation de l'expédition fût modeste (dix mille livres tournois), les armateurs de Dieppe (où était basé Jean Ango, armateur qui connaissait la côte brésilienne), décidèrent d'investir dans l'expédition. En raison du manque de volontaires, Villegagnon parcourut les prisons du nord de la France, promettant la liberté à ceux qui se joindraient à lui.
Pour ne pas éveiller l'attention de l'ambassadeur de Portugal en France, Villegagnon fit courir la rumeur que l'expédition était à destination de la côte de la Guinée.

## L'expédition de Villegagnon (1555-1559)

### Le voyage
L'expédition qui partit du Havre le 14 août 1555 était composée de deux navires principaux et d'un autre plus petit destiné au ravitaillement, dans lesquels s'entassaient près de six cents personnes. Le capitaine de navire de cette expédition était Nicolas Barré. Villegagnon était accompagné par son adjoint, son propre neveu, Legendre de Boissy, seigneur de Bois-le-Comte. L'expédition était protégée par une petite garde personnelle composée d'Écossais. L'expédition comprenait en outre un Indien Tabajara, en qualité d'interprète, que son épouse accompagnait. André Thevet prit aussi part à l'expédition, et laissa un récit des premiers moments de l'établissement colonial dans un ouvrage qui est avant tout une description de l'environnement et des populations du Brésil : Les Singularitez de la France antarctique. Il retourna en France le 14 février 1556 pour raisons de santé, et devint par la suite le principal cosmographe du roi Charles IX.
Parmi les passagers, le capitaine de navire, Nicolas Barré, un ancien pilote, qui laissa également un récit de l'expédition (Discours de Nicolas Barré sur la navigation du Chevalier de Villegagnon en Amérique, Paris, Le Jeune, 1558), et deux bénédictins connaissant la botanique, qui créèrent la première école catholique de la région de Guanabara.
L'objectif de l'expédition était d'installer un noyau de colons pour prendre en charge le commerce avec la métropole, et de jouer un rôle d'intermédiaire dans le commerce maritime avec les Indes.
Après avoir été repoussés des Îles Canaries par l'artillerie et la garnison espagnole de Tenerife, ils atteignirent la côte brésilienne, près de Armação dos Búzios, le 10 novembre 1555. Le 15 novembre, l'expédition toucha terre dans la baie de Guanabara, près de l'actuelle Rio de Janeiro.

### Établissement dans la baie de Guanabara
Une fois en possession de l'île de Serigipe (ou île Villegagnon) située dans la baie de Guanabara, choisie pour être le lieu de défense de l'Établissement, les colons y débarquèrent, et bâtirent le fort Coligny,.
Des logements en terre furent construits. Les hommes, armes, munitions et outils furent débarqués. Malgré les difficultés de la main-d'œuvre européenne, une fortification fut construite en trois mois, avec l'aide des Indigènes. Le Fort Coligny disposait de cinq batteries pointées vers la mer. Après quelques mois, cependant, la main-d'œuvre indigène se fatigua des présents qu'elle recevait, ainsi que de l'excès de travail, sachant que les Français évitaient les tâches les plus lourdes.

### Les difficultés
Après quelques mois, comprenant la précarité de sa situation, il sollicita du souverain l'envoi de trois à quatre mille soldats professionnels et de centaines de femmes à marier sur place, et d'ouvriers spécialisés.
Le 14 février 1556, deux jours après le départ de Bois-le-Comte et d'André Thevet pour la France, se produisit la première révolte de la France antarctique. Trente conjurés, ayant pour chef un interprète normand qui avait été contraint de se marier avec une indigène, planifièrent l'assassinat de Villegagnon, qui était défendu par à peine huit gardes écossais.
Ils pensèrent pouvoir compter sur un des gardes, insatisfait de sa situation, en lui promettant une forte somme d'argent. Cependant, le garde ne leur fit pas confiance et prévint Nicolas Barré. La conspiration dénoncée fut sévèrement réprimée. Le chef s'évada, deux conspirateurs furent jugés par le Conseil de la colonie et pendus, les autres recevant des peines moindres.
Villegagnon exigea le mariage devant notaire des Français avec les femmes indigènes avec lesquelles ils entretenaient des relations. De nombreux Français s'échappèrent et allèrent vivre en forêt avec les Indiens. Certains furent mariés de force, d'autres se rebellèrent et furent punis et même menacés de mort.
La discipline devenant un problème évident, le mécontentement allait croissant parmi les colons. De nombreux profitaient du passage de navires de commerce pour retourner en France. Villegagnon était encore en conflit avec ses alliés Tupinambás au sujet de l'anthropophagie que ces derniers pratiquaient.
Selon la lettre de Villegagnon au duc de Guise, six cents français vivaient dans la colonie. Le commerce français avec la baie de Guanabara, à l'époque, se développait déjà régulièrement.

### Le refuge huguenot
Entretemps, le protestantisme se développait en France. Comme de nombreux gentilshommes de son époque, Villegagnon s'intéressait de plus en plus aux idées religieuses nouvelles. C'est ce qui le poussa à demander à Calvin l'envoi de pasteurs pour la colonie. Humaniste, il aurait eu pour projet de fonder au Brésil un refuge pour les protestants pourchassés en France.
Une nouvelle expédition fut alors mise sur pied par un noble calviniste, Philippe de Corguilleray, avec à son bord deux pasteurs, Pierre Richer, âgé d'une cinquantaine d'années, et Guillaume Chartier, jeune étudiant de théologie de Genève. Outre ces deux, faisaient partie de l'expédition le cordonnier Jean de Léry – qui fera plus tard un récit de son voyage – et neuf autres personnes. L'expédition fut financée par Coligny et Villegagnon, et prit le départ le 19 novembre 1556. L'expédition transportait près de trois cents personnes, dont cinq jeunes filles qui devaient se marier au Brésil. Les trois navires, commandés par Bois-le-Comte, ne purent se ravitailler aux Canaries, et obtinrent les vivres nécessaires en prenant d'assaut des navires espagnols et portugais. L'eau et la nourriture furent rationnées. Le voyage fut marqué par une certaine indiscipline des passagers. Après un court séjour à Cabo Frio le 26 février 1557, l'expédition arrive à Guanabara le 7 mars 1557.
Bien que déçu par la teneur de ce renfort, Villegagnon accueille les nouveaux venus avec affabilité. Cependant, dans une lettre à Calvin du 31 mars, il expose ses difficultés. Villegagnon, qui ne souhaite pas rompre avec le catholicisme, constate sa méprise et entre très vite en conflit sur le plan théologique avec les pasteurs envoyés. À cette époque, les tensions religieuses s'intensifiaient en France ; comme beaucoup d'hommes intéressés par la Réforme, Villegagnon se heurte à la théologie calviniste. Il ferait partie des moyenneurs, ceux qui sont entre deux chaires. Le débat s'envenime et Villegagnon contraint les calvinistes qu'il considère désormais comme des hérétiques, à aller vivre sur la terre ferme, auprès des indigènes Tupinikin.
Quand les pasteurs calvinistes retournèrent en France au début de l'année 1558, Villegagnon disposait seulement de 80 hommes, Écossais et Français. En 1559, ayant à faire face à des accusations, Villegagnon retourna en France pour se justifier. Il laissa son neveu, Bois-le-Comte, à la tête de la colonie.

## L'expédition de 1560

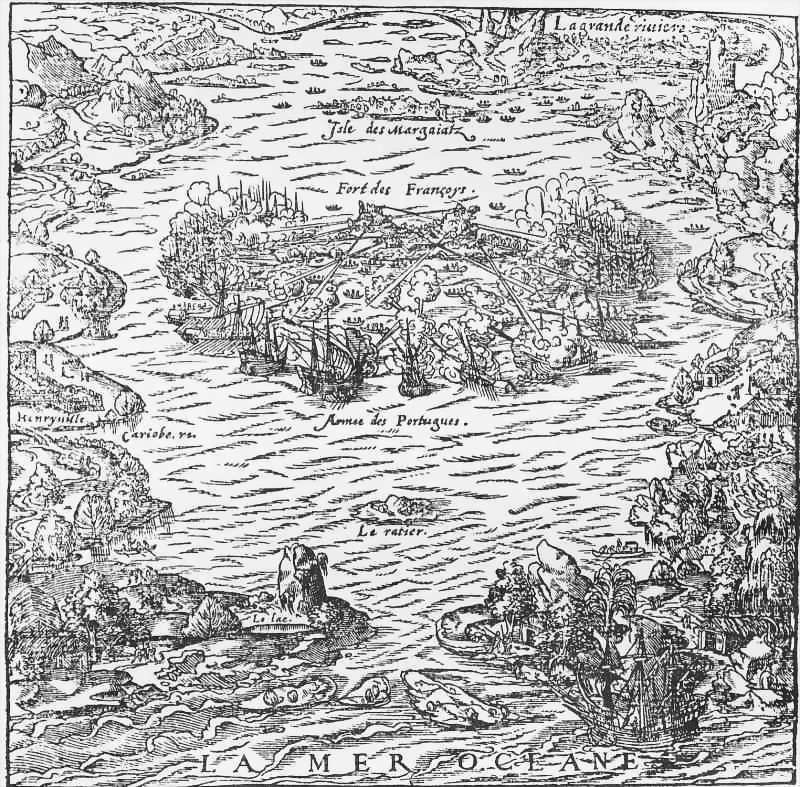
Schéma de l'attaque de Mem de Sá de 1560 (dessin anonyme de 1567).

Au milieu de l'année 1557 Jean III du Portugal mourut et son épouse, Catherine de Castille, assura la régence au nom de l'héritier au trône, le nouveau-né Sébastien Ier. En l'absence de Villegagnon, en 1559, le troisième gouverneur général du Brésil, Mem de Sá (1558-1572), reçut à Salvador des informations sur la colonie de la part du transfuge Jean de Cointac. En novembre de cette même année, les renforts maritimes commandés par Bartolomeu de Vasconcelos Cunha se préparèrent à prendre Guanabara d'assaut.
Deux navires et huit embarcations de moindre importance partirent au sud. Ils firent escale dans les capitaineries d'Ilhéus, de Porto Seguro et d'Espírito Santo, où ils reçurent des renforts. Ils atteignirent Guanabra le 21 février et prirent un navire français et sa cargaison. Pendant ce temps, un contingent de renforts arriva en provenance de la Capitainerie de São Vicente. Le 15 mars vers 14 heures, Mem de Sá communiqua un ultimatum au commandant du fort Coligny.
Legendre de Boissy, seigneur de Bois-le-Comte annonça son intention de défendre la place forte. Les hostilités s'ouvrirent le même jour, dans l'après-midi. Les Portugais réussirent l'attaque de ce qu'ils appelaient « ilha das Palmeiras » et conquirent le fort au petit matin du 17 mars. Le fort fut rasé le jour même. Mem de Sá retourna à Salvador sans laisser de garnison, ne disposant pas des hommes et des vivres nécessaires.
Les colons français qui, entre-temps, avaient réussi à rejoindre le continent avec l'aide des indigènes Topinamboux, continuèrent leurs activités commerciales durant les mois qui suivirent, cette fois sur la terre ferme. Legendre de Boissy continua la résistance contre les Portugais par une guerre d'escarmouches durant encore six années. Il finit par être expulsé du Brésil en janvier 1566.

## L'expédition de 1567

### Antécédents
Comme le commerce français dans la baie de Guanabara se poursuivait, le jésuite Manuel da Nóbrega (1517-1570), qui voulait fonder dans la région une ville comparable à Salvador, insista auprès de la régente Catherine de Castille. Cette dernière envoya une nouvelle expédition, sous le commandement de Estácio de Sá, neveu de Mem de Sá.
Estácio avait reçu le titre de Capitão-mor (capitaine de domaine colonial), les pouvoirs nécessaires et l'ordre d'expulser définitivement les Français de la région. Il arriva à Salvador en 1563, à la tête d'une flottille. Il y reçut des renforts en hommes, canons et provisions.

### Le premier contact
Au début de l'année suivante, les hommes et les moyens militaires ainsi réunis partirent pour le Sud. Ils furent accompagnés d'un Ouvidor-mor (magistrat colonial), Braz Fragoso. À Espírito Santo, l'expédition reçut le renfort du capitaine Belchior de Azevedo. Le chef tribal Araribóia, qui était à la tête des guerriers Temiminós, ennemi des Tamoios, ajouta son renfort.
Le 6 février, la flotte jeta l'ancre loin de la passe de Guanabara. Une incursion de reconnaissance fut faite puis la flotte entra dans la baie. Estácio aperçut alors un navire français, qui fut immédiatement coursé par la galère de Paulo Dias Adorno, à bord de laquelle étaient présents Duarte Martins Mourão, Belchior de Azevedo et Braz Fragoso. Le navire français fut pris pour la Couronne portugaise et son équipage fut remis à Antônio da Costa.
Après cette première victoire, Estácio envoya un émissaire à la capitainerie de São Vicente pour y requérir la venue des jésuites José de Anchieta et Manuel de Nóbrega. Prévenu, entre-temps, que les Tamoios étaient à nouveau en guerre contre les colons de cette capitainerie, il décida, en Conseil, que la flotte prendrait la direction de São Vicente.
Le navire français qui avait été pris ainsi qu'une grande caravelle commandée par Domingos Fernandes prirent la tête de l'expédition. Alors qu'ils sortaient de la baie, ces deux navires subirent une vigoureuse attaque de Français et d'indigènes à bord de canots. Domingo Fernandes périt dans cette attaque. La flotte réussit à forcer le passage et se dirigea vers São Vicente.
Pendant ce temps, l'embarcation qui avait pris la direction de la capitainerie revint à Guanabara et débarqua à l'ile de Villegagnon. Ils furent attaqués au point du jour par les canots des Tamoios armés de flèches. Ils furent sauvés par la flotte de Estácio de Sá, qui était revenue s'abriter du mauvais temps du large.

### Les renforts à São Vicente
Une fois qu'Estácio, Anchieta et Nóbrega furent réunis, ils confirmèrent leur intention de poursuivre leur route vers São Vicente, afin d'y réunir renforts et provisions. Ils arrivèrent à leur destination le 2 avril. Estácio de Sá et ses hommes restèrent neuf mois à São Vicente. Il y procéda à la réparation de ses navires et renforça les défenses de la ville. Il rassembla des renforts en hommes et aliments et prit le départ le 22 janvier 1565, avec le renfort du père Gonçalo de Oliveira et du frère d'Anchieta. Ils quittèrent Bertioga le 27 du même mois, équipés de cinq petits navires qui transportaient des indigènes et des métis de São Vicente et de Cananéia. Se joignirent à l'expédition des Indiens Tupiniquins et des convertis du Collège de São Paulo.

### La fondation de Rio de Janeiro
Finalement, le 1er mars, Estácio de Sá débarquait sur une petite plage entre le Mont du Pain de Sucre et le mont Cara de Cão. Il commença immédiatement la construction d'une ligne de défense (l'actuelle forteresse de São João) et déclara fonder la ville de São Sebastião do Rio de Janeiro. Le nom de Saint Sébastien fut choisi en hommage au nom du souverain portugais de l'époque. À cette occasion, le père Gonçalo de Oliveira consacra une icône de Saint Sébastien, dans une chapelle de pisé et de chaume. Saint Sébastien resta comme saint protecteur de la ville de Rio de Janeiro.
Estácio choisit le blason de la ville, où il plaça les trois flèches du martyre de son saint protecteur.
Le 6 mars, la jeune cité, ses murs à peine édifiés, subit l'attaque maritime de trois navires français en provenance de Cabo Frio et équipés de plus de 130 canons. Après avoir résisté à l'attaque quelques jours, Estácio lança une contre-attaque contre les navires français, les forçant à se replier.
Estácio nomma Martins Namorado juge ordinaire de la cité. À partir de juillet, il distribua des sesmarias (concessions de terres) à ceux qui lui en demandaient. Le premier bénéficiaire fut un certain Pedro Rodrigues. Durant ce même mois de juillet, il reçut des habitants des fortifications qui demandaient des terrains pour la culture et pour l'installation définitive de la cité. Il délimita alors la ville comme suit :
- une lieue et demie à partir de la Casa de Pedra ;
- le long de la baie jusqu'à sa fin ;
- en direction de la forêt, sur une lieue et demie ;
- jusqu'à la limite des hautes eaux.

Le 24 juillet 1565, Estácio de Sá et ses hommes organisèrent une cérémonie de prise de possession des terres.
Par la suite, João Prosse fut nommé procureur de la commune, Antônio Martins huissier, Pedro da Costa notaire.
Pendant ce temps, des combats sporadiques continuaient avec les indigènes. Pendant l'année 1565, trente-trois sesmarias furent concédées. Le jésuite Gonçalo de Oliveira en obtint une au nom de la Compagnie. En 1566, vingt-deux sesmarias furent concédées, dont celle de Marim Paris, Français, ancien colon de Villegagnon, Duarte Martins, notable, et Fernão Valdez.

### La légende de saint Sébastien

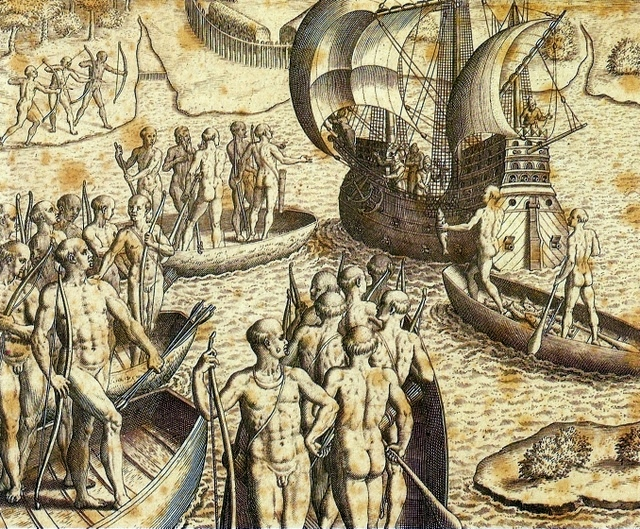
Attaque des Portugais et des Tupiniquins contre les huttes des Tupinambás, gravure de Théodore de Bry

En juillet 1566, le chef tribal Guaixará des indigènes de Cabo Frio organisa un assaut. Ils surprirent Francisco Velho, qui traversait la baie à la recherche de bois.
Les vigies de Estácio de Sá aperçurent la manœuvre, des forces furent réunies sur la plage. Quatre canots furent lancés au secours de Francisco Velho. Des canots portugais, dont celui d’Estácio de Sá, furent encerclés par les Indiens. Au milieu de la lutte, la poudre qui était destinée au canon à pierres d’Estácio de Sá explosa et éleva au-dessus des canots un nuage de fumée. À ce moment, la femme du chef Guaixará fut prise de panique et commença à crier, provoquant la fuite parmi les Tamoios. Les Portugais attribuèrent cette fuite à un miracle et accoururent à la chapelle remercier saint Sébastien d’avoir sauvé leurs vies.
Naquit ainsi la légende, attribuée aux Tamoios, de l’apparition d’un jeune guerrier en armure qui, passant d’un canot à l’autre, causa la perte de la bataille pour les Indiens. De là vient également la tradition de la simulation de combats dans les eaux de la baie, le jour de la Saint-Sébastien.
Estácio combattit les Français durant plus de deux ans. Il fut aidé dans cette tâche par un renfort militaire envoyé par son oncle le 20 janvier 1567. Il mit en déroute les forces françaises et les expulsa définitivement du Brésil. Blessé durant la bataille, il mourut un mois plus tard.

### La Confédération des Tamoios
Pendant la même période, un soulèvement amérindien contre la domination portugaise éclata dans la région entre la vallée du Paraíba et la baie de Guanabara. Des différentes tribus de la culture tupinamba font cause commune contre les Portugais alors alliés à leurs ennemis anciens : les tupiniquins.
Ce soulèvement, connu comme la Confédération des Tamoios a su être exploité par les colons français. En effet, Villegagnon en profita pour faire une alliance avec les insurgés. Néanmoins, la capitulation des confédérés représenta les débuts de l’expulsion des Français et la fin de la France Antarctique.

## Suites

### Autres tentatives au Brésil
En décembre 1557, Thevet publie les Singularitez de la France Antarctique, ouvrage qui se fonde sur son court voyage au Brésil et décrit avec plus ou moins de fiabilité les caractéristiques géographiques, la faune, la flore et les indigènes de la région de Guanabara.
En 1558, les protestants repartent pour la France ; cinq des leurs, qui n'avaient pas voulu partir, sont exécutés par Villegagnon. En 1559, Villegagnon quitte à son tour la colonie. Celle-ci est prise par les Portugais le 16 mars 1560. Moins de cinq ans après sa fondation, c'est la fin de la France Antarctique.
Cependant, après la défaite de 1560, certains Français sont parvenus à s'échapper et continuent de résister aux Portugais avec l'aide des indigènes qui leur sont fidèles. Mais la présence portugaise dans la région s'intensifie : Rio de Janeiro est fondée en 1565, et les Français sont finalement vaincus en 1567 par Mem de Sá.
En réponse aux tentatives françaises de conquête territoriale au Brésil (avec la France équinoxiale près de São Luís (Maranhão) entre 1612 et 1615), la Couronne portugaise décida d'intensifier la colonisation du Brésil et d'améliorer son statut. La présence de la France en Amérique du Sud reprendra au XVIIe siècle, en Guyane.
Les Français, qui étaient déjà venus en 1502 et 1531, firent d'autres tentatives au Brésil : en 1590, sous le commandement d’Adolf Montbille, une expédition fut envoyée à Ibiapaba (Viçosa-Ceará), où les Français établirent une colonie. Puis le 19 mars 1612, trois navires partirent du port français de Cancale en direction de Maranhão. Les Français restèrent dans cette région jusqu'en 1615.

### Nouvelles tentatives en Floride
En 1562, Gaspard II de Coligny relance le projet de colonisation vers l'Amérique du Nord. Jean Ribault, secondé par René de Goulaine de Laudonnière et accompagné du cartographe Jacques Le Moyne de Morgues débarque en Floride française et fonde un premier fort, nommé Charlesfort, puis un second bastion Fort Caroline. Les forces espagnoles finiront par déloger les Français de Floride en 1565, avec le massacre de Matanzas.

#### Sources de première main
- André Thevet, Les Singularitez de la France antarctique, 1557
- José de Anchieta, De gestis Mendi de Saa, 1563
- Jean de Léry, Histoire d'un voyage, 1578

#### Historiographie
- Mickaël Augeron, "Célébrer les Martyrs de la Guanabara : Rio de Janeiro, lieu de mémoire pour les communautés presbytériennes du Brésil", dans Mickaël Augeron, Didier Poton et Bertrand Van Ruymbeke, dir., Les huguenots et l'Atlantique, vol. 2 : Fidélités, racines et mémoires, Paris, Les Indes savantes, 2012, p. 404-419.
- Charles-André Julien, Les Voyages de découverte et les premiers établissements, 1948
- Paul Louis Jacques Gaffarel. Histoire du Brésil français au seizième siècle. Paris: Maison Neuve, 1878.
- Thierry Wanegffelen, « Rio ou la vraie Réforme. La « France Antarctique » de Nicolas Durand de Villegagnon entre Genève et Rome », Aux temps modernes : naissance du Brésil, actes du colloque franco-brésilien de l'Université de Paris IV-Sorbonne les 4 et 5 mars 1997, Presses de l'Université de Paris-Sorbonne, Paris, 1998, p. 161-175.
- Vasco Mariz, Lucien Provençal. Villegagnon e a França Antártica: uma reavaliação. Rio de Janeiro : Nova Fronteira ; Biblioteca do Exército Editora (Bibliex), 2001.  (ISBN 85-2091127-7) Nova Fronteira,  (ISBN 85-7011283-1) Bibliex. 216 pages et illustrations.

#### Roman
- Jean-Christophe Rufin, Rouge Brésil, prix Goncourt 2001.